# Segunda Liga de 2012–13
A Segunda Liga de 2012–13 começou a 11 de agosto de 2012 e acabou em 20 de maio de 2013. O sorteio realizou-se a 5 de julho de 2012 e esta época não teve nome de qualquer patrocinador.
Nesta época a II Liga foi disputada por 22 equipas devido à introdução de 6 equipas B na competição, no sistema de todos contra todos a duas voltas, dando um total de 42 jornadas. Devido a dificuldades financeiras, a União de Leiria, 16º classificado da Liga Zon Sagres e o Varzim campeão da II Divisão B de 2011–12 foram excluídos da prova, tendo o Sp. Covilhã e o Portimonense sido repescados para substitui-los.
No final da época, os dois primeiros classificados Belenenses e FC Arouca garantiram a subida à Liga Zon Sagres, enquanto os três últimos Sp. Covilhã, Vitória de Guimarães B e SC Freamunde classificaram-se nos lugares de despromoção ao recém criado Campeonato Nacional de Seniores.

## Transmissões Televisivas
A Sport TV continuou com os direitos televisivos da II Liga, transmitindo dois jogos por jornada, contudo os jogos das equipas B do FC Porto e do SL Benfica foram transmitidos pelo Porto Canal e Benfica TV respectivamente.

## Edição 2012-13
Em 2012-2013, os clubes participantes na Segunda Liga foram:
| Equipas                | Equipas              | Equipas                              | Equipas                    | Equipas                        | Equipas              |
| Equipa                 | Cidade               | Estádio                              | Época 2011-2012            | N.º de Presenças na Liga Honra | Melhor Classificação |
| ---------------------- | -------------------- | ------------------------------------ | -------------------------- | ------------------------------ | -------------------- |
| FC Arouca              | Arouca               | Estádio Municipal de Arouca          | 12.º                       | 2                              | 5.º (10/11)          |
| Atlético CP            | Lisboa               | Estádio da Tapadinha                 | 9º                         | 1                              | 9.º (11/12)          |
| CF Os Belenenses       | Lisboa               | Estádio do Restelo                   | 5.º                        | 4                              | 2.º (91/92 e 98/99)  |
| Benfica B              | Lisboa               | Estádio do Bravo                     | Não Existia                | Estreia                        |                      |
| Braga B                | Braga                | Estádio 1º de Maio                   | Não Existia                | Estreia                        |                      |
| C. Desportivo das Aves | Vila das Aves        | Estádio do Clube Desportivo das Aves | 3.º                        | 20                             | 2.º (05/06)          |
| CD Feirense            | Santa Maria da Feira | Estádio Marcolino de Castro          | 15.º Liga Zon Sagres       | 16                             | 2.º (10/11)          |
| SC Freamunde           | Freamunde            | Complexo Desportivo do SC Freamunde  | 13.º                       | 8                              | 6.º (08/09)          |
| Leixões SC             | Matosinhos           | Estádio do Mar                       | 11.º                       | 10                             | Campeão (06/07)      |
| Marítimo B             | Funchal              | Campo Imaculada Conceição            | 12.º Zona Norte II Divisão | Estreia                        |                      |
| Ass. Naval 1.º Maio    | Figueira da Foz      | Estádio Municipal José Bento Pessoa  | 4.º                        | 9                              | 2.º (04/05)          |
| FC Penafiel            | Penafiel             | Estádio Municipal 25 de Abril        | 8.º                        | 17                             | 3.º (03/04)          |
| Portimonense Sp. C.    | Portimão             | Estádio Municipal de Portimão        | 16.º                       | 14                             | 2.º (09/10)          |
| Porto B                | Porto                | Estádio Municipal Jorge Sampaio      | Não Existia                | Estreia                        |                      |
| CD Santa Clara         | Ponta Delgada        | Estádio de São Miguel                | 14.º                       | 11                             | Campeão (00/01)      |
| Sp. C. da Covilhã      | Covilhã              | Complexo Desportivo da Covilhã       | 15.º                       | 9                              | 7.º (08/09)          |
| Sporting B             | Lisboa               | Estádio Municipal de Rio Maior       | Não Existia                | Estreia                        |                      |
| Tondela                | Tondela              | Estádio Municipal da Tábua           | 2.º da II divisão          | Estreia                        |                      |
| CD Trofense            | Trofa                | Estádio do Clube Desportivo Trofense | 7.º                        | 5                              | Campeão (07/08)      |
| União da Madeira       | Funchal              | Estádio Municipal de Machico         | 10.º                       | 8                              | 2.º (92/93)          |
| UD Oliveirense         | Oliveira de Azeméis  | Estádio Carlos Osório                | 6.º                        | 5                              | 4.º (10/11)          |
| Vitória de Guimarães B | Guimarães            | Estádio D. Afonso Henriques          | Não Existia                | Estreia                        |                      |

## Tabela Classificativa
- Atualizado em 31 de maio de 2013.

| #  | Equipa                 | Pts | J  | V  | E  | D  | GM | GS | DG  | Qualificação/Relegação                                                                |
| -- | ---------------------- | --- | -- | -- | -- | -- | -- | -- | --- | ------------------------------------------------------------------------------------- |
| 1  | Belenenses             | 96  | 42 | 30 | 6  | 6  | 75 | 41 | +45 | Qualificação à Liga ZON Sagres de 2013-14                                             |
| 2  | Arouca                 | 73  | 42 | 21 | 10 | 11 | 65 | 48 | +17 | Qualificação à Liga ZON Sagres de 2013-14                                             |
| 3  | Leixões                | 68  | 42 | 18 | 14 | 10 | 49 | 36 | +13 |                                                                                       |
| 4  | Sporting B             | 66  | 42 | 17 | 15 | 10 | 62 | 46 | +16 |                                                                                       |
| 5  | Desportivo das Aves    | 65  | 42 | 16 | 17 | 9  | 47 | 42 | +5  |                                                                                       |
| 6  | Portimonense           | 64  | 42 | 17 | 13 | 12 | 61 | 50 | +11 |                                                                                       |
| 7  | Benfica B              | 62  | 42 | 15 | 17 | 10 | 71 | 54 | +17 |                                                                                       |
| 8  | Oliveirense            | 60  | 42 | 16 | 12 | 14 | 52 | 49 | +3  |                                                                                       |
| 9  | Penafiel               | 60  | 42 | 16 | 12 | 14 | 48 | 44 | +4  |                                                                                       |
| 10 | Tondela                | 59  | 42 | 16 | 11 | 15 | 55 | 60 | –5  |                                                                                       |
| 11 | Santa Clara            | 59  | 42 | 15 | 14 | 13 | 55 | 48 | +7  |                                                                                       |
| 12 | União da Madeira       | 56  | 42 | 13 | 17 | 12 | 47 | 46 | +1  |                                                                                       |
| 13 | Feirense               | 56  | 42 | 15 | 11 | 16 | 60 | 59 | +1  |                                                                                       |
| 14 | Porto B                | 54  | 42 | 13 | 15 | 14 | 49 | 49 | 0   |                                                                                       |
| 15 | Marítimo B             | 49  | 42 | 14 | 7  | 21 | 40 | 46 | –6  |                                                                                       |
| 16 | Braga B                | 47  | 42 | 12 | 13 | 17 | 39 | 51 | –12 |                                                                                       |
| 17 | Naval                  | 45  | 42 | 13 | 18 | 11 | 51 | 50 | +1  | Despromovido administrativamente ao Campeonato Nacional de Seniores de 2013–14        |
| 18 | Atlético CP            | 44  | 42 | 12 | 8  | 22 | 45 | 63 | –18 |                                                                                       |
| 19 | Trofense               | 40  | 42 | 9  | 13 | 20 | 41 | 60 | –19 |                                                                                       |
| 20 | Sporting Covilhã       | 38  | 42 | 7  | 17 | 18 | 37 | 52 | –15 | Manteve-se na Segunda Divisão de 2013-14 devido à despromoção administrativa da Naval |
| 21 | Vitória de Guimarães B | 36  | 42 | 7  | 15 | 20 | 30 | 56 | –26 | Despromovido ao Campeonato Nacional de Seniores de 2013–14                            |
| 22 | Freamunde              | 33  | 42 | 7  | 12 | 23 | 46 | 75 | –29 | Despromovido ao Campeonato Nacional de Seniores de 2013–14                            |

* A UEFA ordenou a retirada de 12 pontos à Naval por dívidas a outros clubes.

## Jogos
|                        | FCA | ACP | BEL | BEN | BRA | DAV | FEI | FRM | LEI | MAR | NAV | OLI | PEN | PRM | FCP | STC | SCP | SCO | TON | TRO | CFU | VSC |
| ---------------------- | --- | --- | --- | --- | --- | --- | --- | --- | --- | --- | --- | --- | --- | --- | --- | --- | --- | --- | --- | --- | --- | --- |
| Arouca                 | —   | 2-0 | 0-3 | 3-1 | 2-0 | 1-1 | 1-0 | 3-2 | 2-0 | 3-1 | 1-1 | 2-1 | 0-0 | 2-0 | 0-0 | 2-0 | 1-2 | 3-0 | 3-1 | 1-0 | 3-0 | 3-0 |
| Atlético CP            | 1-1 | —   | 2-4 | 1-0 | 1-2 | 0-2 | 2-1 | 2-2 | 1-0 | 2-1 | 0-2 | 1-2 | 0-1 | 3-2 | 2-1 | 2-0 | 1-3 | 0-0 | 0-1 | 2-1 | 0-1 | 3-1 |
| Belenenses             | 1-2 | 2-1 | —   | 2-1 | 1-0 | 1-0 | 3-1 | 2-1 | 2-1 | 1-0 | 1-0 | 0-2 | 2-0 | 1-0 | 2-1 | 0-0 | 2-1 | 2-0 | 4-0 | 2-0 | 2-1 | 4-1 |
| Benfica B              | 1-1 | 1-1 | 6-0 | —   | 2-2 | 2-1 | 1-3 | 0-1 | 0-0 | 3-1 | 2-2 | 2-2 | 4-1 | 1-1 | 1-1 | 2-2 | 1-3 | 2-1 | 2-2 | 1-0 | 4-1 | 2-1 |
| Braga B                | 3-1 | 0-1 | 0-0 | 0-0 | —   | 1-2 | 1-0 | 0-2 | 1-0 | 0-0 | 0-0 | 2-2 | 3-1 | 1-2 | 1-1 | 1-0 | 0-0 | 2-1 | 0-3 | 2-0 | 1-1 | 0-0 |
| Desportivo das Aves    | 0-3 | 2-1 | 2-1 | 0-2 | 2-0 | —   | 3-3 | 0-0 | 0-0 | 0-2 | 1-0 | 2-1 | 2-2 | 0-0 | 2-2 | 0-0 | 1-1 | 1-0 | 0-2 | 2-0 | 1-1 | 1-0 |
| Feirense               | 5-0 | 2-3 | 2-2 | 2-4 | 3-0 | 0-0 | —   | 3-1 | 2-2 | 1-0 | 0-0 | 1-2 | 0-0 | 3-3 | 1-0 | 2-2 | 0-3 | 1-0 | 2-1 | 1-1 | 3-1 | 2-0 |
| Freamunde              | 0-1 | 3-2 | 3-3 | 0-0 | 1-3 | 2-2 | 3-2 | —   | 0-2 | 2-0 | 1-3 | 1-3 | 1-3 | 1-3 | 0-3 | 2-2 | 0-2 | 1-1 | 0-1 | 4-2 | 1-1 | 1-1 |
| Leixões                | 1-0 | 2-0 | 1-1 | 1-0 | 1-1 | 1-0 | 1-0 | 2-2 | —   | 1-0 | 4-3 | 3-0 | 1-1 | 3-1 | 2-1 | 1-0 | 1-3 | 0-1 | 0-0 | 2-1 | 1-0 | 0-2 |
| Marítimo B             | 3-0 | 1-1 | 1-1 | 1-1 | 0-1 | 0-0 | 1-3 | 1-0 | 0-3 | —   | 2-3 | 0-0 | 2-0 | 1-0 | 1-0 | 0-1 | 0-0 | 2-0 | 4-1 | 3-0 | 1-3 | 2-0 |
| Naval                  | 2-0 | 2-2 | 0-0 | 2-1 | 0-2 | 1-2 | 2-0 | 2-2 | 0-0 | 2-1 | —   | 1-0 | 1-0 | 1-1 | 0-0 | 1-3 | 1-0 | 3-3 | 2-1 | 0-0 | 0-1 | 2-1 |
| Oliveirense            | 3-2 | 4-2 | 0-1 | 1-2 | 2-1 | 1-2 | 2-0 | 1-0 | 0-2 | 1-0 | 2-2 | —   | 0-0 | 1-0 | 3-0 | 2-3 | 1-0 | 3-2 | 1-3 | 0-0 | 1-0 | 0-0 |
| Penafiel               | 0-3 | 2-0 | 2-0 | 2-1 | 2-0 | 0-1 | 2-1 | 1-0 | 1-1 | 2-0 | 2-0 | 0-1 | —   | 1-1 | 2-0 | 1-2 | 2-1 | 2-0 | 1-1 | 1-1 | 0-1 | 4-0 |
| Portimonense           | 1-3 | 2-1 | 1-2 | 3-3 | 1-0 | 1-0 | 2-1 | 3-0 | 1-1 | 2-1 | 2-0 | 2-1 | 2-1 | —   | 1-1 | 0-0 | 1-0 | 1-1 | 4-0 | 4-2 | 0-0 | 2-2 |
| Porto B                | 2-0 | 0-1 | 0-1 | 2-2 | 1-1 | 1-2 | 1-2 | 0-2 | 2-1 | 1-0 | 1-1 | 3-1 | 1-1 | 2-1 | —   | 3-2 | 1-0 | 1-1 | 1-1 | 1-0 | 0-0 | 4-0 |
| Santa Clara            | 4-0 | 2-1 | 1-4 | 1-1 | 1-1 | 2-2 | 0-1 | 1-0 | 3-1 | 1-0 | 2-0 | 1-1 | 2-0 | 3-1 | 2-2 | —   | 0-2 | 0-0 | 0-0 | 0-1 | 1-1 | 1-0 |
| Sporting B             | 1-1 | 0-0 | 1-3 | 1-3 | 3-2 | 2-2 | 2-2 | 5-1 | 0-0 | 3-2 | 2-2 | 1-1 | 2-2 | 2-1 | 2-0 | 1-3 | —   | 2-1 | 1-1 | 1-1 | 2-0 | 1-0 |
| Sporting Covilhã       | 1-1 | 1-0 | 4-1 | 2-2 | 2-3 | 1-2 | 0-0 | 0-0 | 2-0 | 0-1 | 0-0 | 1-1 | 0-1 | 0-3 | 1-2 | 1-0 | 1-2 | —   | 1-0 | 1-1 | 1-3 | 2-0 |
| Tondela                | 4-2 | 2-1 | 1-5 | 1-0 | 2-1 | 1-2 | 1-2 | 1-0 | 0-3 | 3-1 | 3-1 | 0-0 | 2-0 | 0-1 | 2-2 | 4-2 | 1-2 | 2-2 | —   | 1-2 | 3-2 | 1-0 |
| Trofense               | 0-1 | 3-2 | 1-2 | 2-3 | 3-0 | 2-1 | 1-2 | 2-0 | 0-1 | 0-1 | 0-1 | 1-1 | 1-0 | 2-1 | 4-2 | 1-3 | 0-0 | 1-1 | 1-1 | —   | 0-0 | 0-0 |
| União da Madeira       | 1-1 | 0-0 | 0-1 | 0-2 | 0-0 | 1-1 | 3-0 | 2-1 | 1-1 | 0-1 | 2-2 | 2-1 | 0-0 | 1-1 | 0-1 | 2-1 | 3-2 | 0-0 | 2-0 | 5-3 | —   | 4-2 |
| Vitória de Guimarães B | 1-1 | 2-0 | 0-0 | 0-2 | 1-0 | 0-0 | 2-0 | 4-2 | 1-1 | 0-1 | 2-2 | 1-0 | 2-4 | 1-2 | 0-1 | 2-1 | 0-0 | 0-0 | 0-0 | 0-0 | 0-0 | —   |

     Vitória do visitado;
     Vitória do visitante;
     Empate.